# Jabang
Jabang is een bestuurslaag in het regentschap Kediri van de provincie Oost-Java, Indonesië. Jabang telt 4078 inwoners (volkstelling 2010).